# Olijfbuikspecht
De olijfbuikspecht (Gecinulus rafflesii synoniem: Dinopium rafflesii) is een vogel uit de familie Picidae (spechten). Het is een voor uitsterven gevoelige vogelsoort van tropische bossen op het schiereiland Malakka en de Grote Soenda-eilanden, Sumatra en Borneo. Deze vogel is genoemd naar Sir Thomas Stamford Raffles, een Britse luitenant-gouverneur van Java.

## Kenmerken
De vogel is 25 tot 28 cm lang. De vogel is kleiner dan de meer algemene Javaanse goudrugspecht. Het mannetje heeft een rode kuif en drie dikke zwarte strepen over de kop en een witte keel. Bij het vrouwtje is de kuif zwart. De rug is donkerder, olijfkleurig groen en de borst is ook olijfgroen met een bruinachtige waas, de staart is donkergrijs. De ondersoort op Borneo is iets kleiner.

## Verspreiding en leefgebied
Deze soort komt voor op Malakka, Sumatra en Borneo en telt twee ondersoorten:
- G. r. rafflesii: Malakka, Sumatra en Banka (oostelijk van Sumatra).
- G. r. dulitense: Borneo.

Het leefgebied bestaat uit dicht, vochtig laagland regenwoud tot op 1200 m boven zeeniveau en mangrovebos.

## Status
De olijfbuikspecht heeft een groot verspreidingsgebied en daardoor is de kans op de status kwetsbaar (voor uitsterven) niet zo groot. De grootte van de wereldpopulatie is niet gekwantificeerd. De soort gaat in aantal achteruit. Het leefgebied krimpt, raakt versnipperd door (illegale) ontbossingen en bosbranden. Om deze redenen staat de vogel als gevoelig op de Rode Lijst van de IUCN.